# Pehr Henrik Ling

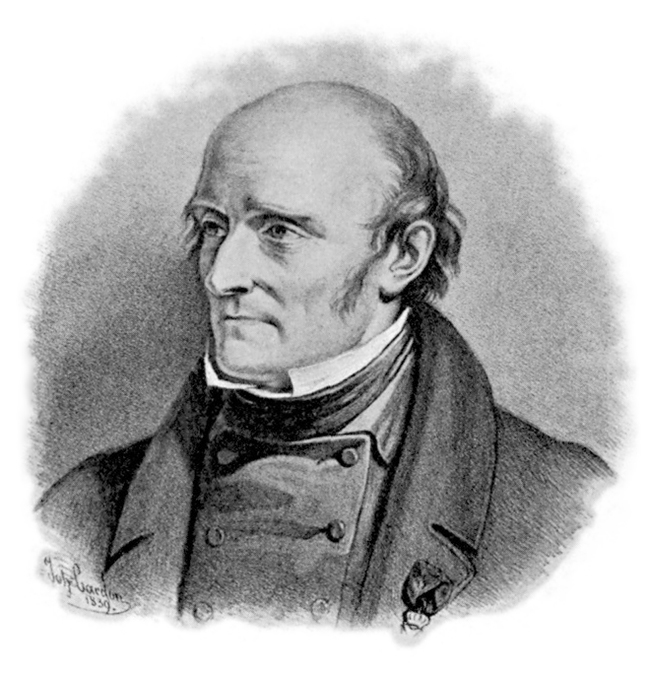
Getekend portret van Pehr Henrik Ling uit het jaar waarin hij overleed (1839)

Pehr Henrik Ling (Södra Ljunga (Kronobergs län), 15 november 1776 - Stockholm, 3 mei 1839) was een Zweedse dichter, schrijver en grondlegger van de Zweedse gymnastiek; bovendien was hij een pionier op het gebied van lichamelijke opvoeding. Met Albert Hoffa en Johann Georg Mezger geldt hij als de vader van de klassieke massage, die om die reden ook wel Zweedse massage wordt genoemd.

## Biografie

### Jeugd
Ling werd geboren in het dorp Södra Ljunga (Småland) in de provincie Kronobergs län, ongeveer 15 kilometer ten zuiden van Ljungby. Vier jaar na zijn geboorte stierf Lings vader, Lars Peter Ling - de pastoor van Södra Ljunga. Zijn moeder, Hedvig Maria Molin, huwde diens opvolger Sven Petersson, maar stierf korte tijd daarna. (Zijn over-overgrootvader was de Zweedse wetenschapper Olaus Rudbeck, die het lymfesysteem heeft ontdekt.)
Pehr Ling ging naar het gymnasium in het nabijgelegen Växjö. In 1792 werd hij van school gestuurd, omdat hij na een opstand van enkele leerlingen ruiten had ingegooid en weigerde de leiders te verraden. Het volgende jaar studeerde Ling theologie aan de Universiteit van Lund. Maar nog geen jaar later is hij geswitcht naar de studie moderne talen in Stockholm. In december 1797 behaalde hij daar zijn bul. De eerste jaren daarna werkte hij bij verschillende families als tutor.

### Europa
Vervolgens besloot hij een lange reis door Europa te gaan maken en vertrok in 1799 naar Denemarken. Zijn eerste stop was Kopenhagen. Daar bezocht hij lezingen van de in Noorwegen geboren Duitse dichter en filosoof Heinrich Steffens over Friedrich von Schellings ‘filosofie van de natuur’ en ontmoette hij de Deense dichter Adam Oehlenschläger. Daarna verbleef Ling in Duitsland, Frankrijk en Engeland. Onderweg maakte hij zich de talen van de landen waar hij doorheen reisde eigen en bestudeerde hij werken van Goethe en Schiller, de Edda en de Noordse mythologie. Hij schreef originele gedichten in het Zweeds, Duits, Frans en Deens. En in Duitsland kwam hij inaanraking met de prille 'Duitse gymnastiek'. Johann GutsMuths vervulde daarin destijds een belangrijke rol. Zijn zienswijze en de pedagogische ideeën van Rousseau en andere educatieve stromingen nam Ling in zich op. In 1801 nam hij als marineofficier op een Deens schip deel aan de Slag om Kopenhagen.
Hoewel Ling tijdens zijn reizen altijd werk had, was hij in deze jaren vaak berooid. Later vertelde hij aan vrienden er trots op te zijn zijn levensbehoeften tot het uiterste te kunnen beperken. Hoe dan ook lieten de jaren van reizen en armoede en die bij de marine letterlijk sporen op zijn lichaam na; zijn algehele fysieke toestand verslechterde, zo vertoonde hij bijvoorbeeld symptomen van reuma en had hij een verlamming.

### Lichaam en geest
In 1804 richtten twee Franse immigranten een schermschool op aan de Universiteit van Kopenhagen. Vanwege zijn interesse in deze sport, vertrok Ling naar Kopenhagen en meldde zich als student bij hen aan. Hij merkte dat de schermoefeningen zijn gezondheid verbeterden en uiteindelijk was hij volledig hersteld. Omdat Ling aanleg voor de schermsport bleek te hebben, werd hij een jaar later schermleraar aan de Universiteit van Lund. Naast het schermen gaf hij daar les in de moderne talen die hij zich tijdens zijn reizen eigen had aangeleerd. Bovendien gaf Ling er lezingen over de Noordse mythologie en hield hij zich bezig met de geschiedenis van het Zweedse volk - bezigheden die waren voortgekomen uit de interesse die hij met name in Kopenhagen voor de Noordse Renaissance had gekregen. Zelf volgde hij cursussen anatomie en fysiologie aan deze universiteit, bij A.H. Florman, en las dissertaties over lichamelijke opvoeding (o.a. van A.O. Lindfors) die waren gebaseerd op de klassieke Griekse gymnastiek, met als achterliggende gedachte de oorzaak van zijn herstel te achterhalen. In de zomervakanties gaf hij elders in het land korte gymnastiekcursussen - onder meer in Malmö, Göteborg en Kristianstad. En op de militaire basis in Ljungbyhed verzorgde hij een demonstratie (1810). In 1813 werd Ling benoemd tot docent literatuur aan de Militaire Hogeschool Karlberg in Solna. En in 1818 werd hij docent gymnastiek en vechtsporten aan de Högre artilleriläroverket (Artillerieacademie) in Marieberg.
In die tijd legde hij zich erop toe om de Zweden het gevoel te geven waardige afstammelingen van de oude noorderlingen te zijn. Dit wilde hij bereiken met zowel gymnastiek als met poëzie. Door zijn betrokkenheid, als dichter en auteur, bij de Noordse mythologie kwam hij in het voor hem onwennige academische milieu van Lund in contact met gelijkgestemden, zoals Esaias Tegnér, Erik Gustaf Geijer en Carl Adolph Agardh. Eerst ontmoetten zij elkaar voor de lol, maar later richtte deze groep het Gotisch Verbond (Götiska Förbundet) op met als doel de Zweden hun trots en hun Noordse eenheidsgevoel terug te geven door middel van poëzie. Ling schreef daartoe ook zelf enkele stukken, zoals Gylfe en het daaruit voortgevloeide magnum opus Asarne. Laatstgenoemde werk kan, verdeeld in vier afdelingen (Zweden, Noorwegen, Denemarken en Finland), worden beschreven als een episch compendium van de hele Noordse mythologie.
De Zweedse Academie (Svenska Akademien) benoemde hem in 1835 tot opvolger van de overleden Anders Fredrik Skjöldebrand (1757-1834). Ling kreeg diens zetel - nummer 18 - en bleef, zoals de statuten van de Academie bepalen, lid tot zijn dood in 1839.

### Controversiële innovator

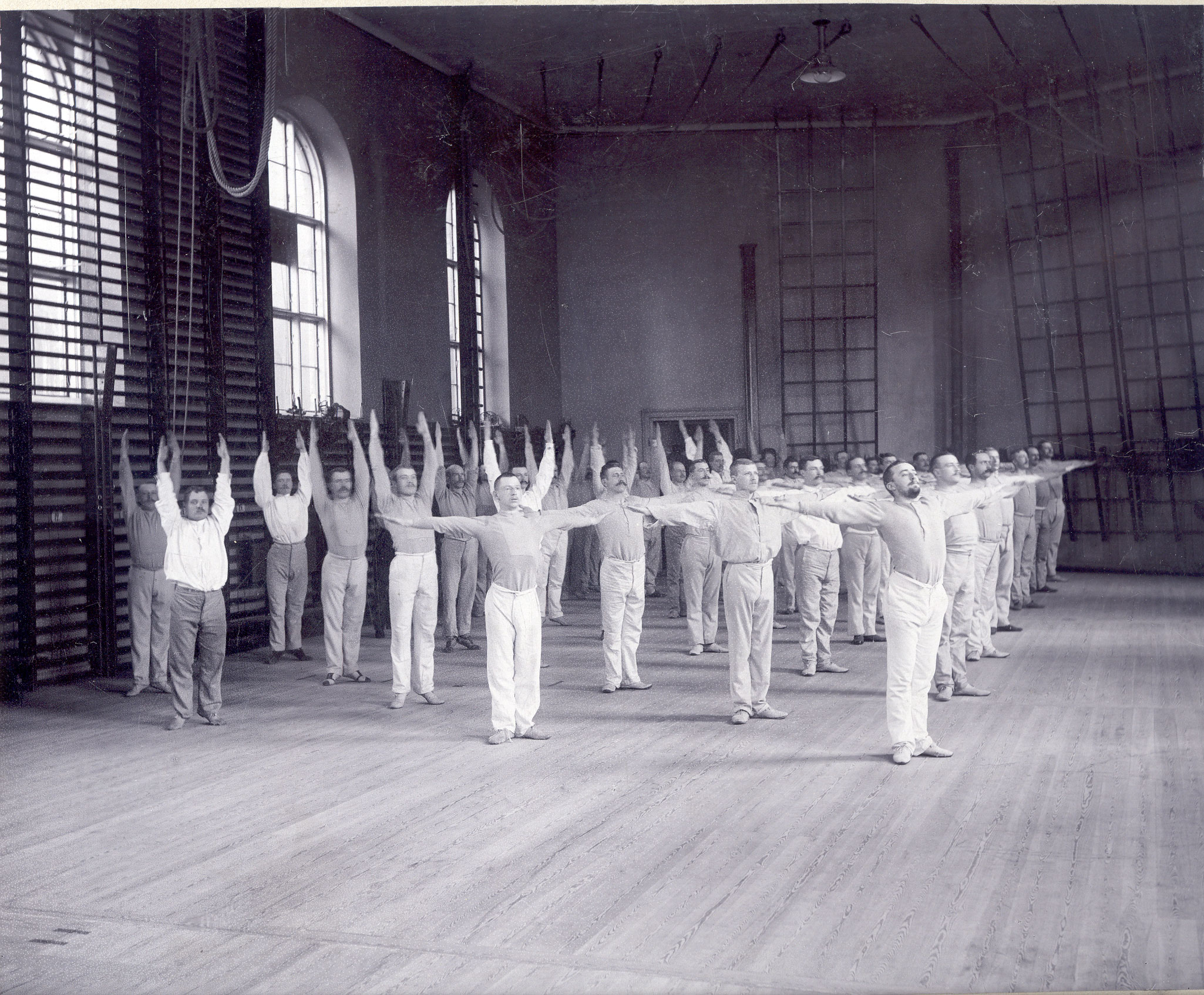
Zweedse gymnasten op de Gymnastik- och idrottshögskolan in Stockholm (rond 1900)

In 1812 vroeg hij de Zweedse regering om fondsen voor de oprichting van een gymnastiekinstituut in Stockholm. Na een aanvankelijke weigering werd zijn hernieuwde subsidie-aanvraag, geholpen door zijn bekendheid als schermleraar en zijn opgebouwde reputatie, het volgende jaar alsnog gehonoreerd. Het betrof kleine fondsen, maar Ling kon er zijn Gymnastiska Centralinstitutet (GCI) mee oprichten. Slechts enkele maanden later werden zijn gymnastische oefeningen geïntroduceerd bij veel Zweedse instellingen, zoals op scholen en in het leger. Ling bedacht toestellen voor het onderwijs in lichamelijke opvoeding, zoals het paard, wandrekken en de evenwichtsbalk. Aan hem wordt ook de ontwikkeling van (vrije) calisthenics toegeschreven. En in 1818 namen de troepen van de provincie Skåne een door hem ontwikkelde bajonetgevechtkunst over. Dankzij deze successen kwam hij in aanmerking voor extra geld voor het GCI.

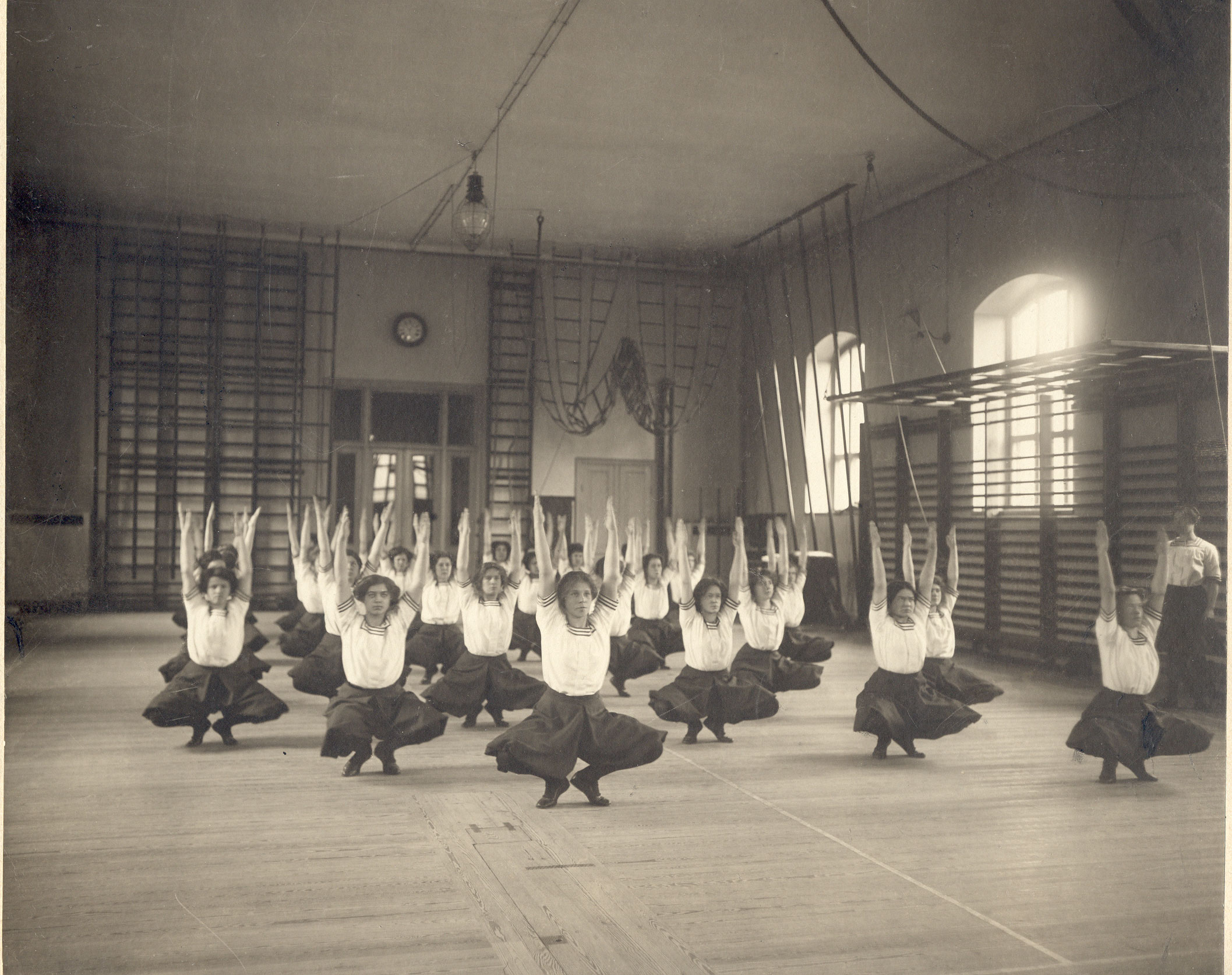
Gymnastik- och idrottshögskolan (circa 1900)

Ling was niet onomstreden. Schoolartsen stonden sceptisch tegenover zijn werk en wilden zijn gymnastiek hoogstens erkennen als preventief middel of als een behandeling voor "kwaaltjes". Ondanks zijn controversiële persoonlijkheid ontving hij allerlei prijzen - zoals titulair hoogleraar (1935), de titel Ridder van de Orde van de Poolster - en werd hij gekozen tot lid van het Zweedse artsenverbond (Sveriges läkarförbund) en in de Zweedse Academie. Zijn studenten lieten hem hun waardering blijken in de vorm van een zilveren medaille, die hij in 1821 geschonken kreeg. Aan de ene kant ervan stond een buste van Ling en aan de andere kant de inscriptie "De veelgeprezen Idrottmann, van zijn vrienden en leerlingen".
De volgende jaren bracht Ling door met het verbeteren van zijn GCI-oefeningen. In 1836 is zijn methode van bajonetschermen overgenomen door de Zweedse infanterie. Hij schreef in die tijd ook weer gedichten, plus de enige drie boeken van zijn hand over zijn leer. Het grootste en belangrijkste werk daarvan, Gymnastik allmänna grunder, werd een jaar na zijn dood gepubliceerd door zijn leerlingen Liedbeck en Georgii. Ling stierf op de 3 mei 1839 in Stockholm; enkele maanden eerder was bij hem tuberculose geconstateerd. Hij is begraven in het Kungliga nationalstadsparken (Koninklijk nationaal stadspark) in Stockholm.

## Onderwijs
Lings innerem Auge stellte sich jetzt in immer hellern Glanze das Bild dar eines Menschengeschlechts, neugeboren in Gewandheit, Kraft, leiblicher und sittlicher Gesundheit und Schönheit— Hugo Rothstein: Die Gymnastik nach einem Systeme des Schwedischen Gymnasiarchen P. H. Ling
 De missie van Ling was het versterken van de patriottische geest en het vernieuwen van de heldenmoed van de Zweedse voorouders. Volgens zijn studenten was de overgrootvader van Ling zijn grootste rolmodel, daar die 105 jaar oud was geworden en 19 kinderen had verwekt. Pehr Ling wilde de Scandinavische bevolking laten profiteren van de kennis die hij had opgebouwd, nadat hij met schermoefeningen zijn fysieke kracht had herkregen. Omdat zijn oefeningen ook geschikt waren voor de jeugd, is hij met FL Jahn, JCF GutsMuths en JH Pestalozzi een hervormer geweest van het jeugdonderwijs en de lichamelijke opvoeding. Enkele jaren voordat Ling met zijn systematische ontwikkeling van gymnastiek begon, maakte Franz Nachtegall daarmee al furore in Denemarken. Een deel van Lings theorieën is gebaseerd op oefeningen van Nachtegall; het is mogelijk dat zij tevens ten dele werden geïnspireerd door Chinese lichaamsoefeningen. De grootste invloed echter heeft Johann Heinrich Pestalozzi op Ling gehad. Vanuit deze ervaringen ontwikkelde Pehr Ling een manuele therapie, die fysieke training en gymnastiek combineerde met kennis van anatomie, fysiologie en pathologie.

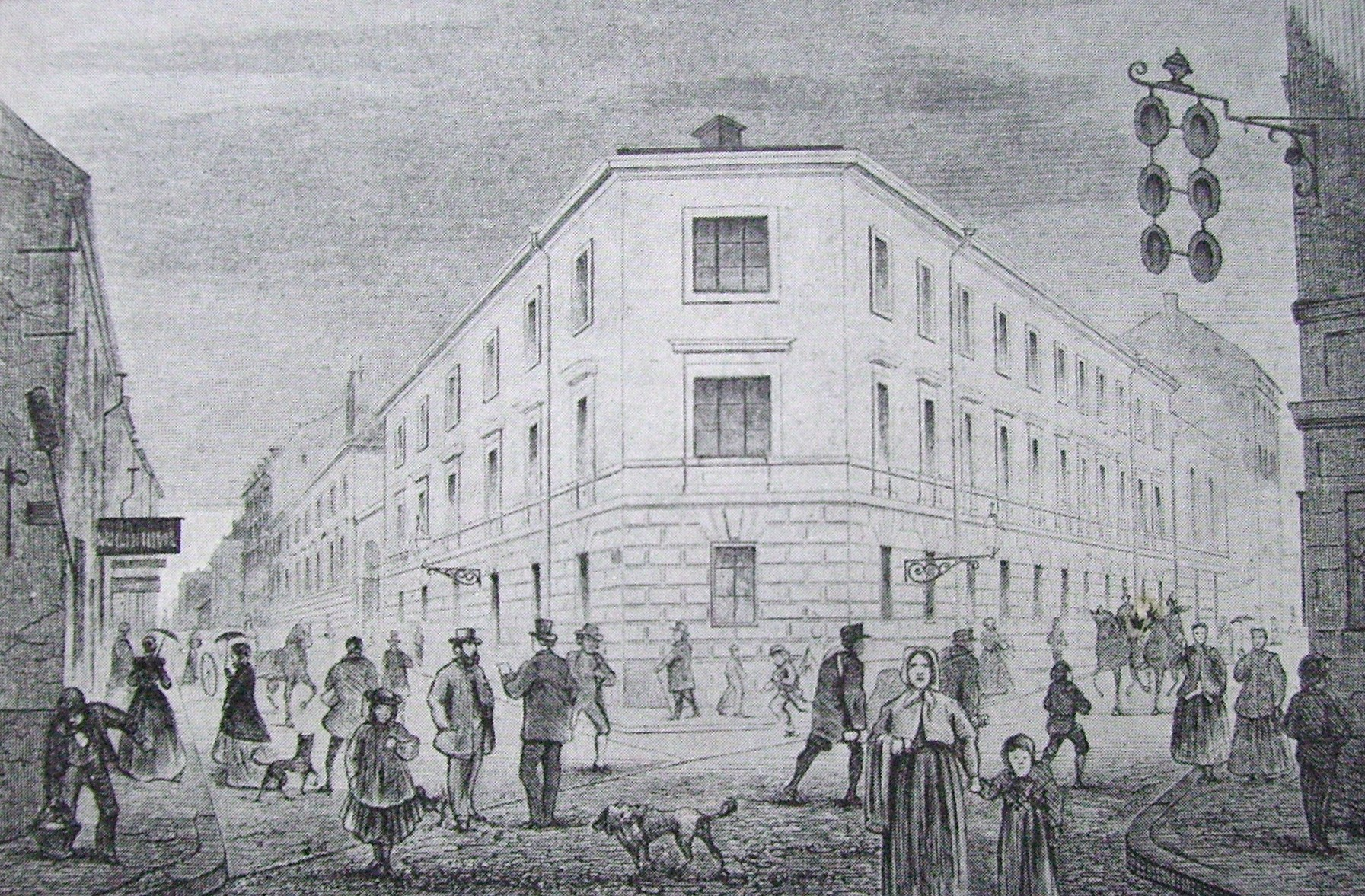
GCI anno 1866 (S. Hallbeck)

Volgens Lings theorie bestaat het leven uit een chemische basisvorm, een dynamische basisvorm en een mechanische basisvorm. Als een van deze vormen door ziekte of aandoeningen uit balans is geraakt, moet een toepasselijke therapie gezocht worden. In de mechanische basisvorm was gymnastiek zijn voorkeursbehandeling. Gymnastiek was in zijn ogen niet zozeer een geneeswijze, maar betrof meer preventie. Hiertoe ontwikkelde Ling zijn gymnastieksysteem, dat gefundeerd is op vier pijlers en, als het consequent wordt uitgevoerd, mensen kracht en fitheid moet geven. De vier pijlers staan voor verschillende soorten gymnastiek, elk met hun eigen oefeningen en hun eigen invulling per oefening, duur en nauwkeurigheid. Medische gymnastiek dient om het zwakke lichaam van patiënten sterker te maken en zo hun algemeen welzijn te verbeteren. Nauwgezet begeleide oefeningen moeten de jeugd discipline en gehoorzaamheid bijbrengen via pedagogische gymnastiek. Terwijl militaire gymnastiek dient als voorbereiding op het leger en moet bijdragen aan een gestaald lichaam en zorgt voor een rechte houding. Esthetische gymnastiek had als taak om de lichaamsbewegingen eleganter te maken; deze gymnastiekvorm ontstond mede onder impuls van Lings contact met de kunstenaar Carl Wahlbom. Het principe van lichamelijke harmonie omvatte de eis van symmetrie en van de ontwikkeling van het hele lichaam.
In de schaarse aantekeningen van Ling staan veelal vingerwijzingen naar handbewegingen die erg op massage lijken. Volgens zijn leerstellingen hadden deze echter niet dezelfde betekenis als in de hedendaagse klassieke massage, maar werden zij later door Albert Hoffa en Johann Georg Mezger gebruikt als basis voor de gebruikelijke 5 stappen van massage. De Zweedse massagetechnieken effleurage, petrissage, friction, tapotement en vibratie zijn hoofdzakelijk toegeschreven aan Mezger.
Naast het lichaam wilde Ling ook de geest van de noorderlingen in het moderne Scandinavië nieuw leven inblazen. Zijn gedichten en epische verhalen, met thema's uit Scandinavische sprookjes en sagen, handelen over helden en hun leven. Het epos Asarne speelt zich bijvoorbeeld af in de oerdagen van de menselijke bewoning in het noorden. Lings literaire werken zijn tegenwoordig buiten Scandinavië nauwelijks meer bekend.
Tijdens zijn leven ontving Ling in 1815 de Lundbladska priset, uitgereikt door de Zweedse Academie, en in 1837 de Kungliga priset, eveneens uitgereikt door de Zweedse Academie.

## Nalatenschap

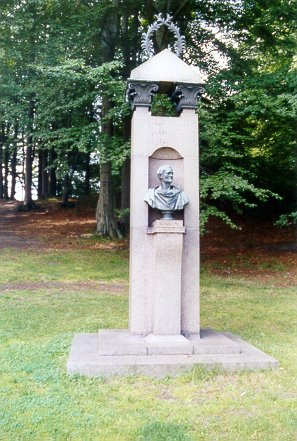
Buste van Ling in Göteborg (Hans Michelsen)

Na Lings dood nam zijn student, professor Lars Gabriel Branting, het management van het GCI over en zette zijn ideeën voort. De gymnastiek ontwikkelde zich in twee verschillende richtingen. De ene groep studenten toonde een gematigde aanpak en interpreteerde haar als onderdeel van of aanvulling op de conventionele medische behandeling en preventie. De andere groep wilde bij veel ziekten gymnastiek als enige therapie inzetten, in plaats van de conventionele geneeskunde.

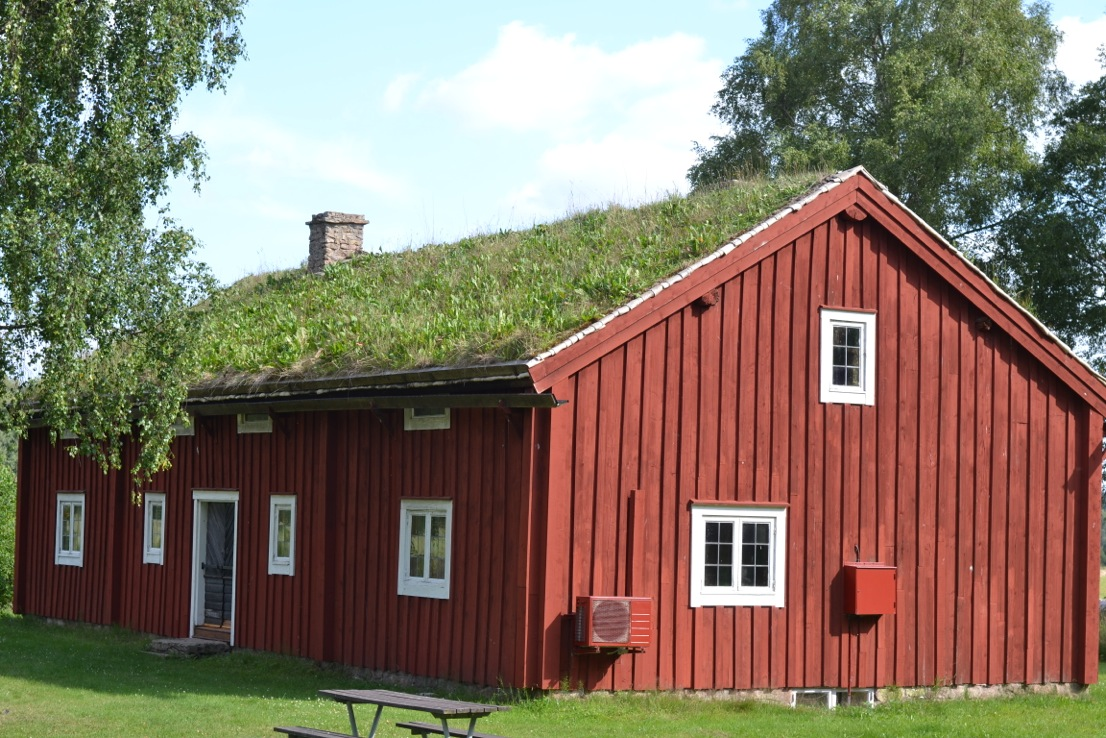
De tot Ling-museum omgebouwde pastorie van Södra Ljunga

Als erkenning voor zijn verdienste staat in Stockholm het standbeeld van een meisje dat bezig is met een oefening uit Lings gymnastiek. In Göteborg staat een buste van Ling. En de pastorie waarin hij zijn jeugd doorbracht, is verbouwd tot Ling-museum. Op de Olympische Zomerspelen 1912, gehouden in Stockholm, viel Ling een grote eer te beurt; op de achterkant van de medailles prijkte zijn borstbeeld. In 1939 werd de eerste Lingiade gehouden, de voorloper van de Gymnaestrada.